# Bartolomé de Torales
Bartolomé de Torales fue un paraguayo que llegó a ser bandeirante en la Capitanía de São Vicente. Como bandeirante, participó en la expedición de Sebastião Preto, que partió de San Pablo en 1612, rumbo al territorio de Guayrá. Fue uno de los que organizaron un plan que preveía la separación de San Pablo y la aclamación de Amador Bueno como rey.
Era yerno del caipira y también bandeirante Baltasar Fernandes, conocido por ser el fundador de Sorocaba.